# ГШ-6-30
30-мм зенітна автоматична гармата 6К30ГШ — це модифікація зенітної автоматичної гармати ГШ-6-30К. Розроблена конструкторами В. П. Грязевим і А. Г. Шипуновим. Призначена для оснащення ракетно-гарматних комплексів ПРО кораблів ВМФ в ближній зоні (ЗРАК «Кортик»).

## Опис
Гармата ГШ-6-30, була розроблена на початку 1970-х і була прийнята на службу у 1975. Вона мала шість стволів як і гармати ГШ-6-23. Вона базувалася на AO-18 який використовували у системах AK-630. На відміну від американських зразків схожих гармат, гармата працює за рахунок відведення порохових газів, а не на гідравлічному приводі, це дозволяє «розкрутитися» до максимального темпу стрільби швидше, а тому більше снарядів може потрапити у ціль при короткій черзі. Це робить таку зброю найкращою у повітряних боях, коли у пілота мало часу для ведення вогню по противнику. Запалювання електричне, як і на ГШ-6-23.
На літаку МіГ-27 гармата ГШ-6-30 встановлена під кутом для зменшення віддачі. Гармата відома своєю сильною вібрацією і шумом. Сильна вібрація негативно впливала на конструкцію літака, вона викликала тріщини у паливних баках, збої у радіо і авіоніці, потреба у злітних смугах з підсвіткою для нічних польотів (тому, що посадкові фари часто руйнувалися), заклинювання стулок переднього шасі, тріщини на прицілі, випадкові скидання ліхтаря кабіни і, принаймні один раз, відказ панельної панелі. Також пошкоджень завдавали і осколки від розривів снарядів на цілі, якщо літак був на відстані до 200 метрів до цілі.
Гармата ГШ-6-30 була застосована на літаку МіГ-27, зброя якого розташовувалася у гондолі під фюзеляжем і використовувалася для атаки наземних цілей. Також вона встановлювалася на деякі штурмовики Су-25TM, але була повністю витіснена гарматою ГШ-30-2 з двома стволами. Також вона входила до складу ЗРАК «Кортик».